# Peder Falstad
Pedar „Peder“ Paulsen Falstad (* 7. Februar 1894 in Snåsa, Norwegen; gestorben 11. Februar 1965 in Orange, Kalifornien) war ein US-amerikanischer Skispringer. 

## Werdegang
Er nahm als Skispringer an den Olympischen Winterspielen 1932 in Lake Placid teil und belegte im Einzel mit 56 und 62,5 Metern den 13. Platz. Außerdem war er am Bau einer Skisprungschanze in Bald Hill Creek, Hannaford, North Dakota beteiligt.